# 豊穣 (ルーベンスの絵画)
『豊穣』（ほうじょう、英: Abundance）は、フランドルのバロック期の巨匠ピーテル・パウル・ルーベンスが1630年ごろ、板上に油彩で描いた習作絵画である。対をなす『正義』 (個人蔵) とともにより大きなサイズのタピスリー (特定されていない) のための下絵と考えられる。作品は1978年以来、東京の国立西洋美術館に所蔵されている。

## 作品
画面中央で木の下に座っている女性は「豊穣」の擬人像である。彼女が膝に抱えた「コルヌコピア」 (豊穣の角) は、ローマ神話では「豊穣」の女神ケレースのアトリビュート (人物を特定する事物) でもある。ユーピテルは牝山羊アマルテイアの乳を飲んで成長したが、そのお礼にこの牝山羊の角にあらゆるものが湧き出す力を与えた。この角がコルヌコピアの由来である。
コルヌコピアから零れ落ちる果物は人間に対する自然の恵みを象徴する。一人のプットが落ちそうな果物をおさえ、もう1人のプットが地面に落ちた果物を拾い集めている。「豊穣」の女性像とプットたちの背後には丘が連なる風景が広がっており、劇的な明暗の対比を暗示しつつ素早い筆致で描写された上空には、雲間に人間の顔を持つ太陽が輝いている。
「豊穣」は足元に財布を踏みつけている。本作と対をなす『正義』では、「正義」の擬人像が邪悪の象徴であるヘビを踏みしめているのに加え、狐から羊 (キリスト教徒) を守る姿で表されている。したがって、本作『豊穣』にもキリスト教的な意味が込められていると考えられる。すなわち、自然の恵み、つまり創造主たる神の恵みの象徴である果物が世俗的な富の象徴である財布と対比されているのである。